# إد هندرسون
إد هندرسون (بالإنجليزية: Ed Henderson)‏ هو لاعب كرة قاعدة أمريكي، ولد في 25 ديسمبر 1884 في نيوآرك في الولايات المتحدة، وتوفي في 15 يناير 1964.

## وصلات خارجية
- إد هندرسون على موقعبيزبول رفرنس.كوم (الدوري الرئيسي) (الإنجليزية)
- إد هندرسون على موقعبيزبول رفرنس.كوم (الدوري الثانوي) (الإنجليزية)